# Brett Hawke
Brett Geoffrey Hawke (Sydney, 2 juni 1975) is een voormalig internationaal topzwemmer uit Australië, die zijn vaderland tweemaal vertegenwoordigde bij de Olympische Spelen: 2000 en 2004. Na zijn actieve loopbaan ging hij aan de slag als zwemcoach, onder meer bij de Auburn University. Hawke was een sprinter, gespecialiseerd op de kortste afstand, de 50 meter vrije slag.